# Nipponochalcidia tokyoensis
Nipponochalcidia tokyoensis is een vliesvleugelig insect uit de familie bronswespen (Chalcididae). De wetenschappelijke naam werd voor het eerst geldig gepubliceerd in 1960 door Akinobu Habu.